# Тотисако, Ацумаса
Ацумаса Тотисако (яп. 枋迫 篤昌, род. 1953 год, Ономити, Хиросима, Япония) — американский финансист, менеджер и предприниматель японского происхождения, основатель и руководитель (CEO) Micromanos Corp. и Microfinance International Corporation (MFIC; до 2012 года).

## Биография

### Детство, юность, образование
Ацумаса Тотисако родился в 1953 году в японском городе Ономити префектуре Хиросима.
Его детство прошло в глубокой бедности.
В юности он хотел стать пилотом, но мечте не суждено было сбыться и он выбрал первую попавшуюся работу в Банке Токио.
Ацумаса получил степень бакалавра в области международной торговли и коммерции в 1976 году Университете Досися (англ. Doshisha University) в Киото (Япония) и степень MBA в Университете Джорджа Вашингтона (США).
Также он обучался в Университете Гуанахуато (англ. Universidad de Guanajuato; Мексика).

### Банковская деятельность
На протяжении 27 лет господин Тотисако работал в The Bank of Tokyo-Mitsubishi UFJ (ранее Банк Токио).
Из которых 12 лет занимал различные посты в отделениях банка в Латинской Америке, включая Мексику, Эквадор, Перу и Панаму.
В 27 летнем возрасте, пребывая в Мексике, он был шокирован распространением бедности в стране.
Хотя в то время Тотисако не обладал необходимыми ресурсами, чтобы изменить ситуацию, эти впечатления в будущем оказали влияние на его карьеру.
Тем временем Ацумаса продолжил работать банкиром, участвуя на ведущих ролях практически во всех предлагаемых банком услугах: реорганизации крупных японских торговых компаний, выдаче международных синдицированных кредитов и валютных операциях.
Тотисако закончил банковскую карьеру в качестве главного представителя банка.

### Социальное предпринимательство
В 2003 году Ацумаса Тотисако оставил банковскую деятельность с целью заняться своей давней мечтой — решением проблем бедности.
В том же году он основал две сестринские организации Microfinance International Corporation и Micromanos Corp., став их руководителем.

#### Microfinance International Corporation
Главной целью расположенной в Вашингтоне Microfinance International Corporation (MFIC) стала организация низкозатратных денежных переводов для трудовых мигрантов из Латинской Америки, которые не были охвачены банковскими услугами, или для которых они были дороги.
Впоследствии интересы компании распространились на Европу и Азию.
Компания стала продвигать разработанную ею систему ARIAS, связующую банки, компании денежных переводов, операторов мобильной связи, электронные киоски и операторов, которые могли предлагать услугу, в том числе и под своим брендом.
Помимо перевод компания начала предлагать вспомогательные услуги для микрофинансовых организаций: оценку кредитоспособности, делопроизводство, организацию ипотечных и других продуктов.
В 2007 году деятельность Тотисако в компании Microfinance International Corporation была отмечена Фондом Ашока.
В 2008 году ему была вручена премия японских инноваций от Nikkei.
В 2009 году Тотисако удалось связать свою систему ARIAS с Федеральным резервным банком.
8 июля 2009 года японская редакция Newsweek назвала Тотисако в числе «100 японцев, заслуживших уважение в мире» за его деятельность в Microfinance International Corporation.
В 2012 году, из-за разногласий с менеджментом на пути развития MFIC Ацумаса Тотисако покинул компанию, сосредоточившись на втором своём детище.

#### Micromanos Corp.
Micromanos Corp., со штаб-квартирой в Роквилле (Мэриленд), занялась трудоустройством мигрантов и, соответственно, предоставлением трудовых ресурсов.
В частности компания развивает различные направления аутстаффинга в гостиничном бизнесе, строительстве, розничной торговле, общепите, издательском деле и сфере государственных контрактов.
Компания также предоставляет сертифицированные медицинские кадры: медицинских сестёр, сиделок, помощников по уходу и т. д.
Компания оказывает аутсорсинговые услуги в области занятости: организацию найма, учёт, начисление и выплату заработной платы и налогов; обучение персонала, администрация льгот, управления рисками и т. д.
После ухода из MFIC в 2012 году Ацумаса Тотисако перевёл в Micromanos часть бизнеса, в том числе по денежным переводам, обналичиванию чеков, оплаты счетов, выпуску предоплаченных карт, оценки кредитной истории, транснациональные кредитные программы и т. д.
Деятельность Micromanos Corp. отмечена в качестве успешного социального бизнеса фондом Шваба.

## Дополнительная информация
Ацумаса Тотисако свободно говорит на английском, испанском и японском языках.